# 高安路第一小学校
高安路第一小学校（こうあんだいいちしょうがっこう）は、中国の上海の徐匯区にある小学校。1955年に創立。占地面積は7634平方メートル。建築面積は7046平方メートル。康平、宛平の二区に校舎がある。

## 主な出身者
- 姚明 - NBA選手
- 黄聖依 - 女優
- 柯藍 (女優)（中国語版）
- 李源潮 - 国家副主席
- シェン・フーリン (沈富麟) - バレーボール選手。第4回W杯最優秀セッター。